# The Heart of a Siren
The Heart of a Siren è un film muto del 1925 diretto da Phil Rosen. La sceneggiatura di Fanny e Frederic Hatton e di Arthur Hoerl si basa su Hail and Farewell, lavoro teatrale di William Hurlbut andato in scena al Morosco Theatre di Broadway il 19 febbraio 1923.
Il film fu l'esordio cinematografico del costumista Charles LeMaire, futuro vincitore di tre premi Oscar. Per la protagonista Barbara La Marr, invece, fu una delle ultime interpretazioni, prima della sua morte avvenuta l'anno seguente, nel gennaio del 1926.

## Produzione
Il film, prodotto dall'Associated Pictures Productions, venne girato negli Universal Studios di Fort Lee, nel New Jersey.

## Distribuzione
La First National Pictures, Inc. richiese due volte il copyright: la prima volta il film fu registrato il 9 marzo 1925 con il numero LP21225 e con il titolo di lavorazione Heart of a Temptress; la seconda, con il numero LP21296 il 2 aprile 1925, con il titolo Heart of a Siren.
Distribuito dalla First National Pictures, il film uscì nelle sale statunitensi il 15 marzo 1925. In Portogallo, il film fu distribuito il 28 dicembre 1926 con il titolo A Mulher que Soube Resistir; in Finlandia, lì'11 gennaio 1926
Copie complete della pellicola si trovano conservate negli archivi del George Eastman House di Rochester, dell'UCLA Film And Television Archive di Los Angeles e del Pacific Film Archive di Berkeley.